# Mittel zur Ersten Hilfe
Mittel zur Ersten Hilfe (in der Unfallverhütungsvorschrift auch Sachmittel genannt) ist die zusammenfassende Bezeichnung für Erste-Hilfe-Material und ergänzendes Material zur Ersten Hilfe. Die Bezeichnung entstammt dem deutschen Arbeitsstättenrecht und wird auch im autonomen Recht der Unfallversicherungsträger verwendet.
Den Mitteln zur Ersten Hilfe ist gemeinsam, dass sie die Anforderungen des Medizinproduktegesetzes erfüllen müssen.  

## Rechtsgrundlagen
Der Anhang zur Arbeitsstättenverordnung benutzt die bedeutungsgleichen Begriffe Materialien zur Ersten Hilfe und Erste-Hilfe-Ausstattung (Punkt 4.3 Absätze 2 und 3 des Anhangs zur Arbeitsstättenverordnung). Die Anforderungen dieses Anhangs werden durch die Technische Regel für Arbeitsstätten ASR A4.3 „Erste-Hilfe-Räume, Mittel und Einrichtungen zur Ersten Hilfe“ konkretisiert. Diese Arbeitsstättenregel enthält auch Begriffsdefinitionen.
Im autonomen Recht der Unfallversicherungsträger stellt eine Unfallverhütungsvorschrift (DGUV Vorschrift 1 „Grundsätze der Prävention“) Anforderungen an Einrichtungen und Sachmittel zur Ersten Hilfe. Sie konkretisiert damit eine Einzelnorm des Siebten Buches Sozialgesetzbuch (§ 15 Absatz 1 Nummer 5 SGB VII).
Normadressat der Arbeitsstättenverordnung ist der Arbeitgeber, der eine Arbeitsstätte betreibt. Der Arbeitgeberbegriff (nach § 2 Arbeitsschutzgesetz) ist dabei sehr weit gefasst.
Normadressat der Unfallverhütungsvorschrift ist der Unternehmer im Sinne von § 136 Absatz 3 SGB VII.

## Erste-Hilfe-Material
Erste-Hilfe-Material wird in der Regel in Verbandkästen aufbewahrt. Daneben sind aber auch andere geeignete Behältnisse, wie Taschen, Rucksäcke oder Schränke zulässig. Zum Erste-Hilfe-Material gehören neben Verbandmitteln beispielsweise auch Rettungsdecken, Scheren oder Kälte-Sofortkompressen. 

## Ergänzende Mittel zur Ersten Hilfe
Abhängig von der Gefährdungsbeurteilung können neben der Grundausstattung mit Erste-Hilfe-Material auch ergänzende Mittel zur Ersten Hilfe notwendig sein.

### Medizinische Geräte
Medizinische Geräte, die zur Ersten Hilfe erforderlich sein könnten, sind beispielsweise
- Automatisierte externe Defibrillatoren
- Beatmungsgeräte

### Arzneimittel
Arzneimittel gehören nur dann zu den ergänzenden Mitteln zur Ersten Hilfe, wenn sie tatsächlich zur Ersten Hilfe in Notfällen benötigt werden. Kopfschmerztabletten gehören laut DGUV-Regel 100-001 nicht dazu. Sowohl die Arbeitsstättenregel wie auch die DGUV-Regel nennen als Beispiel für Arzneimittel, die zur Ersten Hilfe erforderlich sein können, Antidote. Ob und welche Arzneimittel erforderlich sind, entscheidet in der Regel der Betriebsarzt. An ihre Aufbewahrung und Anwendung sind strenge Maßstäbe anzulegen.